# モロネ科
モロネ科 (学名：Moronidae) はスズキ目の下位分類群の一つ。北アメリカの淡水と北西大西洋から2属6種が知られる。

## 分類
1896年にアメリカの魚類学者であるデイビッド・スター・ジョーダンとバートン・ウォーレン・エバーマンによって初めて科として提唱された。『Fishes of the World』5th editionでは、マンジュウダイ科、スダレダイ科とともにモロネ目に分類されている。マンジュウダイ科とスダレダイ科をマンジュウダイ目とし、本科をユーペルカ系のincertae sedisに分類する見解もある。『Fishes of the World』で提唱されたモロネ目をニザダイ目に分類する見解もある。

## 下位分類
2属6種が分類されている。かつて本科に含まれていたスズキ属は、現在は独自のスズキ科に分類されている。
- ディケントラルクス属 Dicentrarchus Gill, 1860 - 地中海およびヨーロッパ・アフリカ北部に分布する
  - ニシウミスズキ Dicentrarchus labrax (Linnaeus, 1758) (Europian seabass)
  - スポッテッドシーバス Dicentrarchus punctatus (Bloch, 1792) (spotted seabass)
- モロネ属 Morone Mitchill, 1814 - 北アメリカに分布する
  - ホワイトパーチ Morone americana (Gmelin, 1789) (white perch)
  - ホワイトバス Morone chrysops (Rafinesque, 1820) (white bass)
  - イエローバス Morone mississippiensis Jordan et Eigenmann, 1887 (yellow bass)
  - ストライプドバス Morone saxatilis (Walbaum, 1792) (striped bass)

### 絶滅種
- †Beaumontoperca Gaudant, 2000 (漸新世、ヨーロッパ)
  - B. beaumonti (Agassiz, 1836) (チャッティアン、フランス)
- †Cockerellites Jordan & Hanibal, 1923 (始新世、北アメリカ)
  - †C. liops Cope, 1877 (ヤプレシアン、アメリカ合衆国)
- †Paramorone David, 1946 (始新世、北アメリカ)[7]
  - †P. eocenica David, 1946 (プリアボニアン、アメリカ合衆国)
- †Priscacara Cope, 1877 (始新世、北アメリカ)
  - †P. aquilonia Wilson, 1977 (ヤプレシアン、カナダ)
  - †P. campi Hesse, 1936 (始新世、アメリカ合衆国)
  - †P. serrata Cope, 1877 (ヤプレシアン、アメリカ合衆国)

## 形態
体はわずかに側扁した楕円形で、口は大きく、上顎は後方に向かって広がり、口を閉じた状態では顎の大部分が露出する。犬歯は無く、小さな円錐形の歯帯がある。口蓋の側面と前面にも歯帯があり、舌の基部にも2本の平行な歯帯がある。鰓蓋には3本の平たい棘があり、前鰓蓋骨には細かい歯がある。第一背鰭は8-10棘、第二背鰭は1棘と10-13軟条から成る。臀鰭は3棘と9-12軟条から成り、臀鰭は第二背鰭より後方から始まる。尾鰭は二叉し、尾柄は密な鱗で覆われる。頭部と体は小さくざらざらした鱗で覆われる。側線には50-72個の孔があり、尾鰭にほぼ達しており、主線の上下には側線鱗が並ぶ。最大種は全長200cmに達するストライプドバスで、最小種は全長45cmのホワイトバスである。

## 分布と生態
全種が北大西洋に分布する。ディケントラルクス属は東大西洋に分布し、ノルウェー南部から北アフリカまで、また地中海や黒海の沿岸や河口に生息する。モロネ属は北アメリカ東部に分布し、1種が海水、3種が淡水に生息する。他の地域にも導入されている。
夏には沿岸、河口で生活し、冬には沖合の深場に移動する。若い個体は群れを作るが、成魚は単独で生活する。主にエビや軟体動物、小魚を捕食する肉食魚である。

## 人との関わり
スポーツフィッシングの対象魚であり、種によっては商業漁業、養殖にも利用されている。